# Гусманія
Гусма́нія (Guzmania) — рід понад 120 видів квіткових рослин з ботанічної родини Бромелієві (Bromeliaceae), підродини Tillandsioideae.
Близько 215 видів епіфітів і наземних рослин, розповсюджених у Південній Флориді, Вест-Індії, Центральній Америці, Венесуелі, Бразилії; ростуть в лісах, на відкритих гірських схилах на висоті до 2400 м над рівнем моря. Квітки деяких видів гусманії клейстогамні, тобто вони не розкриваються і самозапилення відбувається всередині бутонів.
Багато видів гусманії — популярні кімнатні рослини.